# ولسوالی مروره
مروره یکی از ولسوالیهای ولایت کنر در شمال خاوری افغانستان است. جمعیت این ناحیه نزدیک به ۱۷۳۱۶ نفر اعلام شده است.